# مؤسسة مبادرات محمد بن راشد آل مكتوم العالمية
مؤسسة مبادرات محمد بن راشد آل مكتوم العالمية: مؤسسة خيرية أطلقها الشيخ محمد بن راشد آل مكتوم عام 2015 وتعنى بالعمل الإنساني والإغاثي خارج حدود دولة الإمارات. وتنضوي تحت المؤسسة أكثر من 30 مبادرة ومؤسسة تغطي مجالات عملها مختلف القطاعات الإنسانية والمجتمعية والتنموية، مع التركيز على الدول الأقل حظاً. تستهدف المؤسسة أكثر من 130 مليون إنسان وتنفذ مجتمعة أكثر من 1400 برنامج إنساني وتنموي في 116 دولة حول العالم. وتركز في برامجها على المنطقة العربية، والتنمية الإنسانية بدءاً من توفير الاحتياجات البشرية الأساسية من صحة، ومكافحة الأمية، والفقر، ونشر الثقافة وتطوير التعليم، والعمل كذلك على تطوير جيل من القيادات العربية الشابة، ودعم الحوكمة الرشيدة في المنطقة، بالإضافة إلى توفير أكبر حاضنة للمبتكرين، والعلماء، والباحثين العرب. ووفقاً لما أعلنه الشيخ محمد بن راشد آل مكتوم بلغ إجمالي حجم إنفاق المؤسسة في العام 2023 نحو 1.8 مليار درهم (نحو 490 مليون دولار) حيث أحدثت أثراً إيجابياً في حياة 111 مليون مستفيد في 105 دول حول العالم. وفي الإجمالي وصل عدد المستفيدين من «المبادرات» طوال 8 سنوات إلى 639 مليون إنسان.
وفي هذا السياق قال محمد القرقاوي وزير شؤون مجلس الوزراء أمين عام مؤسسة مبادرات محمد بن راشد آل مكتوم العالمية، إن "حوكمة العمل الخيري والإنساني يجسّد رؤية محمد بن راشد بوصول المبادرات الخيرية والإنسانية إلى أكبر عدد ممكن من المستفيدين."  وتسعى مؤسسة مبادرات محمد بن راشد آل مكتوم العالمية إلى زيادة الوعي حول القضايا الإنسانية والاجتماعية، وتعزيز التعاون بين الأفراد والمؤسسات في مجالات العمل الخيري، وتعتمد المؤسسة نهجاً يتسم بالابتكار والتنوع، حيث تستثمر في مشاريع تستخدم التكنولوجيا الحديثة لضمان تحقيق أكبر تأثير ممكن من خلال برامجها المتنوعة.

## مجلس أمناء المؤسسة
يرأس الشيخ محمد بن راشد آل مكتوم مجلس أمناء مؤسسة مبادرات محمد بن راشد آل مكتوم العالمية وتضم في عضويتها كل من :
- الشيخ حمدان بن محمد بن راشد آل مكتوم نائباً للرئيس
- الشيخ مكتوم بن محمد بن راشد آل مكتوم
- الشيخة منال بنت محمد بن راشد آل مكتوم
- الشيخ أحمد بن محمد بن راشد آل مكتوم
- الشيخة ميثاء بنت محمد بن راشد آل مكتوم
- محمد عبدالله القرقاوي أمين عام مؤسسة "مبادرات محمد بن راشد آل مكتوم العالمية"
- ريم إبراهيم الهاشمي، رئيس مجلس إدارة مؤسسة "دبي العطاء".

كما يشغل عضويتها كل من:
- حميد محمد عبيد القطامي، رئيس مجلس أمناء مؤسسة "نور دبي"
- محمد المر، رئيس مجلس إدارة مؤسسة مكتبة محمد بن راشد آل مكتوم
- عبد الله البسطي أمين عام المجلس التنفيذي لإمارة دبي
- سعيد محمد الطاير رئيس مجلس أمناء مؤسسة "سقيا الإمارات"
- مطر محمد الطاير رئيس مجلس أمناء جائزة "محمد بن راشد آل مكتوم للإبداع الرياضي"،
- داوود الهاجري نائب رئيس مجلس أمناء مؤسسة "بنك الإمارات للطعام"
- حمد الشيخ أحمد الشيباني العضو المنتدب لـ"المعهد الدولي للتسامح"
- منى غانم المري أمين عام "جائزة الصحافة العربية"
- رجاء عيسى القرق رئيس مجلس إدارة مؤسسة الجليلة
- إبراهيم محمد بوملحة نائب رئيس مجلس إدارة مؤسسة "محمد بن راشد آل مكتوم للأعمال الخيرية والإنسانية"
- سعيد العطر الأمين العام المساعد لمؤسسة "مبادرات محمد بن راشد آل مكتوم العالمية"
- جمال بن حويرب المدير التنفيذي لمؤسسة "محمد بن راشد آل مكتوم للمعرفة".

## أهداف المؤسسة
تسعى مؤسسة مبادرات محمد بن راشد آل مكتوم العالمية لخدمة عدد من الأهداف ، منها:
- تعزيز ثقافة الأمل وصناعة التغيير الإيجابي في الوطن العربي.
- الاستثمار في العنصر البشري بوصفه المورد الحيوي الأهم.
- الارتقاء بواقع التعليم في المجتمعات الأقل حظاً، في المنطقة والعالم.
- مكافحة الفقر والأمراض والأوبئة وتقديم خدمات علاجية ووقائية.
- ابتكار وتنفيذ مبادرات وبرامج ومشاريع ثقافية ومعرفية تستهدف الفئات الشابة.

## محاور عمل المؤسسة
تندرج مختلف المؤسسات والمبادرات المنضوية تحت مظلة المؤسسة ضمن خمسة محاور رئيسية وهي:
- المساعدات الإنسانية والإغاثية
- الرعاية الصحية ومكافحة المرض
- نشر التعليم والمعرفة
- ابتكار المستقبل والريادة
- تمكين المجتمعات

## المبادرات والجهات تحت مظلة المؤسسة
وفقاً لتقرير الأعمال لعام 2016 الصادر عن المؤسسة ، تنضوي تحت مظلة المؤسسة أكثر من 30 مبادرة وجهة تستهدف قطاعات مختلفة، منها:

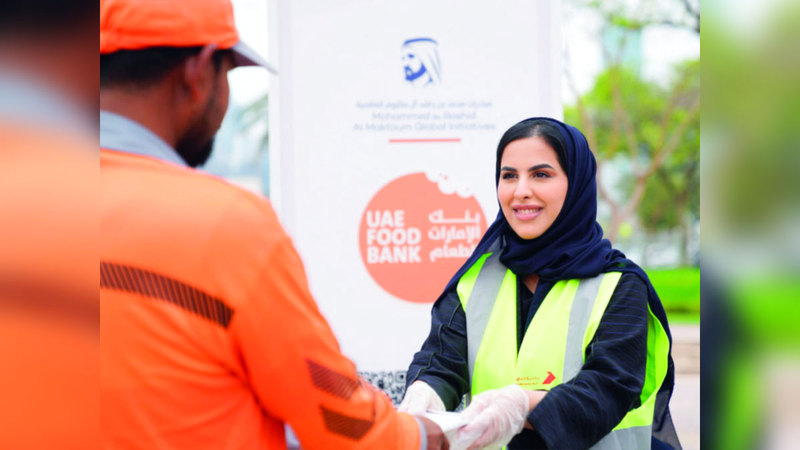
ضمن مبادرات بنك الإمارات للطعام

### المساعدات الإنسانية والإغاثية
- المدينة العالمية للخدمات الإنسانية
- مؤسسة محمد بن راشد آل مكتوم للأعمال الخيرية والإنسانية
- سقيا الإمارات
- بنك الإمارات للطعام

### الرعاية الصحية ومكافحة المرض
- مؤسسة الجليلة
- مؤسسة نور دبي

### نشر التعليم والمعرفة
- دبي العطاء

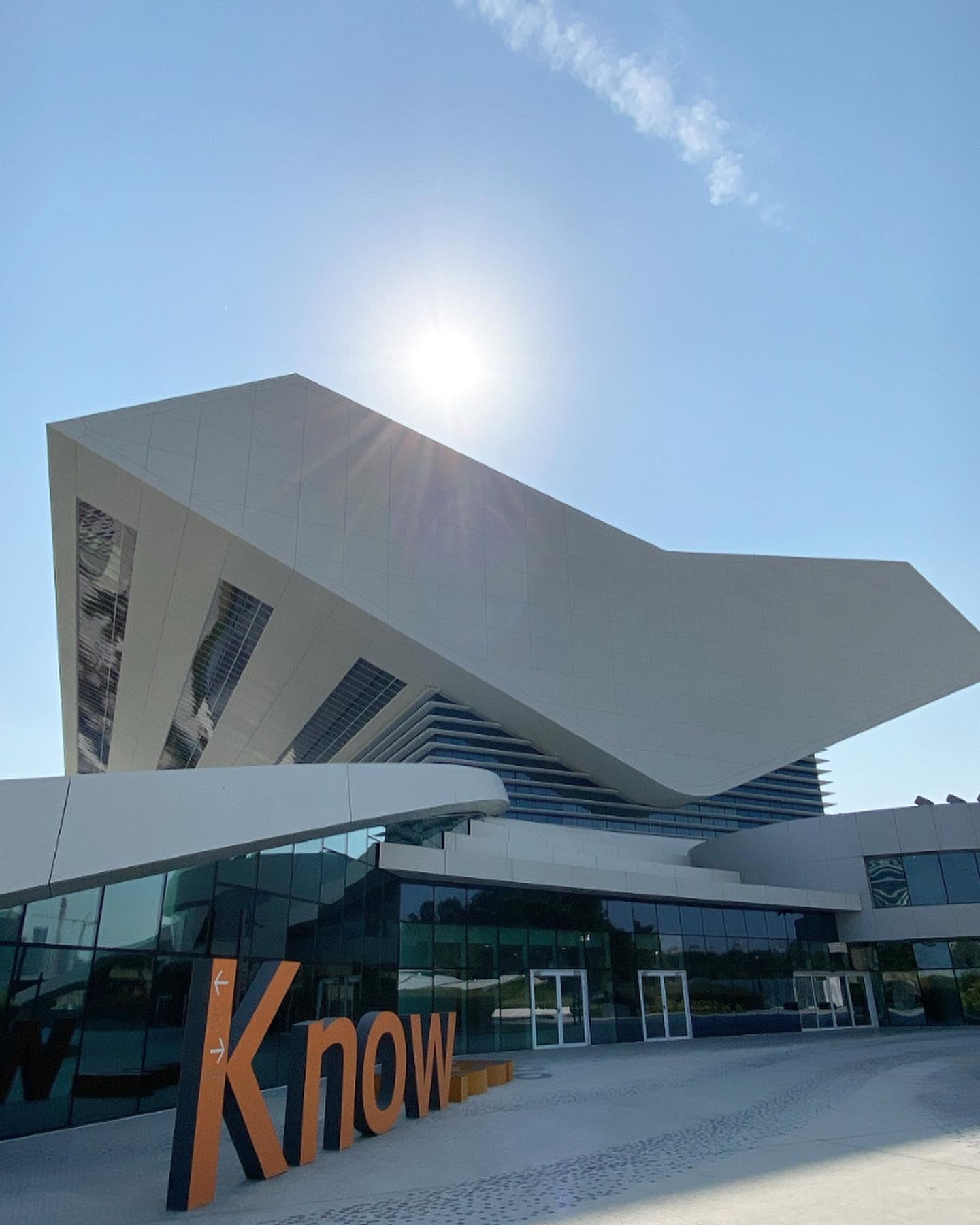
مكتبة محمد بن راشد

- مؤسسة محمد بن راشد آل مكتوم للمعرفة
- قمة المعرفة
- جائزة محمد بن راشد آل مكتوم للمعرفة
- جائزة محمد بن راشد للغة العربية
- مكتبة محمد بن راشد
- تحدي القراءة العربي
- المدرسة الرقمية (منصة "مدرسة" للتعليم الإلكتروني العربي) هي مبادرة لتوفير تعليم رقمي مُعتمد للطلاب وبخاصة من  الفئات المجتمعية الأكثر هشاشة والأقل حظاً واللاجئين في المجتمعات العربية والعالم.[9]

### ابتكار المستقبل والريادة
- مؤسسة محمد بن راشد لتنمية المشاريع الصغيرة والمتوسطة
- جائزة محمد بن راشد لدعم مشاريع الشباب
- جائزة محمد بن راشد آل مكتوم للأعمال

متحف المستقبل

- جائزة رواد الأعمال الشباب
- مؤسسة دبي المستقبل
- جائزة محمد بن راشد آل مكتوم العالمية للمياه

### تمكين المجتمعات
- صناع الأمل[10]
- جائزة الصحافة العربية
- قمة رواد التواصل الاجتماعي العرب
- جائزة رواد التواصل الاجتماعي العرب
- منتدى الإعلام العربي
- مركز محمد بن راشد لإعداد القادة
- كلية محمد بن راشد للإدارة الحكومية

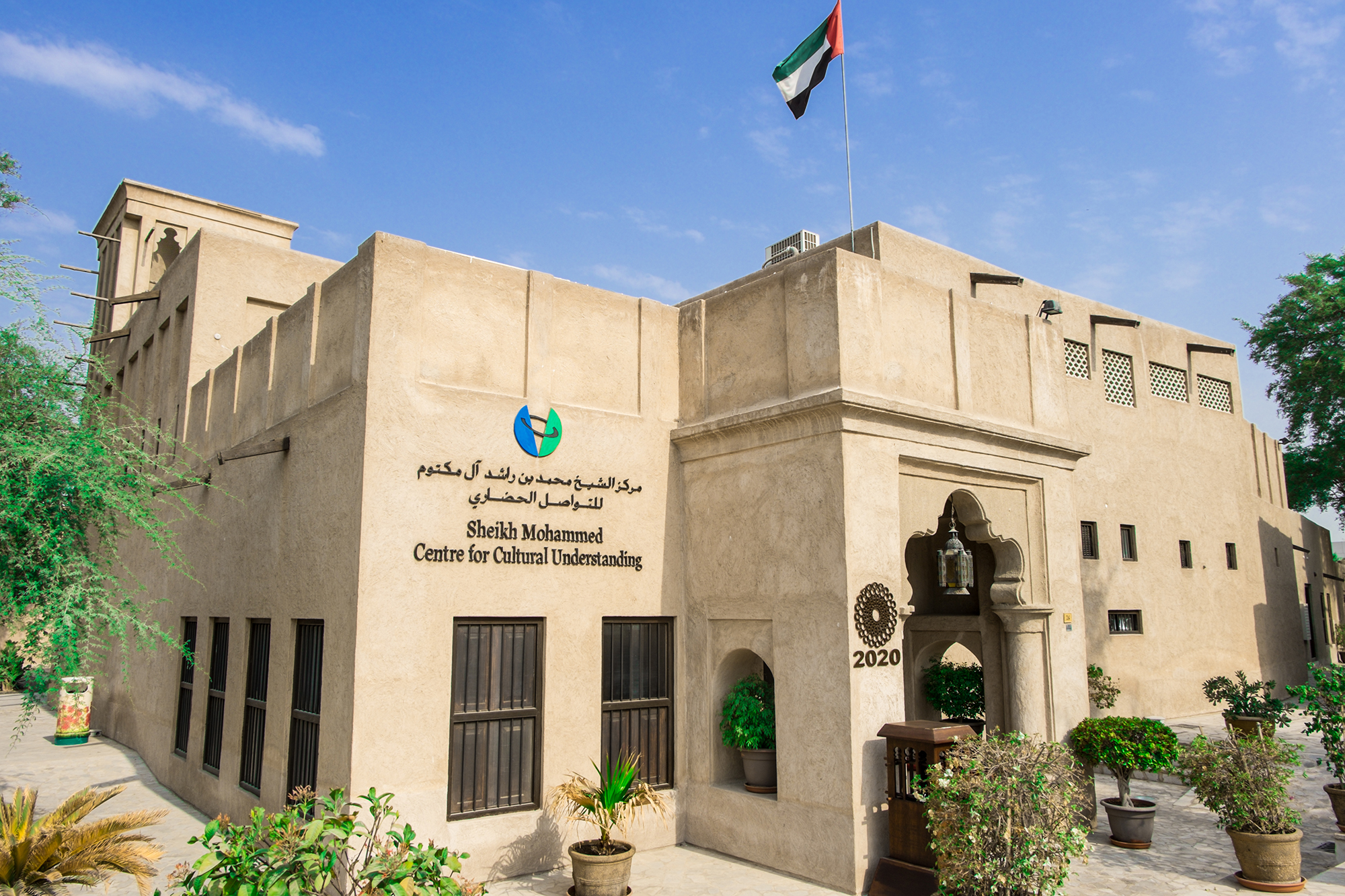
مركز الشيخ محمد بن راشد آل مكتوم للتواصل الحضاري

- مركز الشيخ محمد بن راشد آل مكتوم للتواصل الحضاري        جائزة محمد بن راشد آل مكتوم لداعمي الفنون
- كلية محمد بن راشد للإعلام
- جائزة محمد بن راشد آل مكتوم للإبداع الرياضي
- مؤتمر دبي الرياضي الدولي
- مركز محمد بن راشد العالمي لاستشارات الوقف والهبة
- مركز الشيخ محمد بن راشد آل مكتوم للتواصل الحضاري